# Fono (Samoa)
Il Fono (nome completo: Fono Aoao Faitulafono a Samoa, ossia assemblea legislativa; in lingua inglese Legislative Assembly; chiamato anche Palemene in lingua samoana) è il parlamento unicamerale delle Samoa, dall'indipendenza del 1962 come stato indipendente delle Samoa Occidentali.
Comprende 51 deputati dal 2021, eletti al suffragio universale dal 1990 (referendum). Dal 1960 al 1990, votavano soltanto i matai (al 95% capi famiglia uomini).
I 51 deputati sono divisi tra due elettorati: 49 sono eletti dai samoani e 2 sono eletti da quello che è chiamato "elettorato generale" e che comprende i samaoni di origine europea o cinese o mista. Per essere eletto deputato, bisogna essere matai (capofamiglia), anche se si è europeo o cinese. Per questo motivo esiste una quota rosa del 10 % (almeno 5 deputate sono donne) perché le donne hanno raremente il titolo di matai.

## Storia
La quinta assemblea legislativa della colonia neozelandese divenne il primo Fono, il 1º gennaio 1962 (senza tenere elezioni). Era composta da matai e da 5 deputati che rappresentavano l'"elettorato generale" (ossia gli europei e i sangue misti). Non vigeva il suffragio universale.
Prima della riforma della costituzione del 2019, il Fono contava 49 deputati. Erano eletti in collegi di 2 seggi (6) e di 1 seggio (35). Su questi 49 deputati, 47 erano riservati ai matai autoctoni e due per gli altri cittadini. Nel 2015, sono creati collegi urbani per eleggere questi due deputati (valido solo per l'elezione del 2016). Dal 2019, ogni collegio elegge un solo deputato e il numero dei deputati è stato portato a 51 per permettere una quota rosa del 10%.
Il mandato dura 5 anni.